# Gynoplistia histrionica
Gynoplistia histrionica är en tvåvingeart som beskrevs av Alexander 1928. Gynoplistia histrionica ingår i släktet Gynoplistia och familjen småharkrankar. Inga underarter finns listade i Catalogue of Life.